# Melancholia (1989)
Melancholia ist ein Politthriller mit Drama- und Krimi-Elementen aus dem Jahr 1989 von Andi Engel.

## Handlung
Der Kunstkritiker David Keller, der vor zehn Jahren einer linksradikalen Gruppe angehörte, wird von der Gruppe wieder aufgesucht. Er soll einen Mord an einem chilenischen Arzt und Kriegsverbrecher ausführen. Keller aber, der seine Ideale aufgegeben hat, sieht sich einem Entscheidungskonflikt gegenübergestellt.